# Festival di Berlino 1991

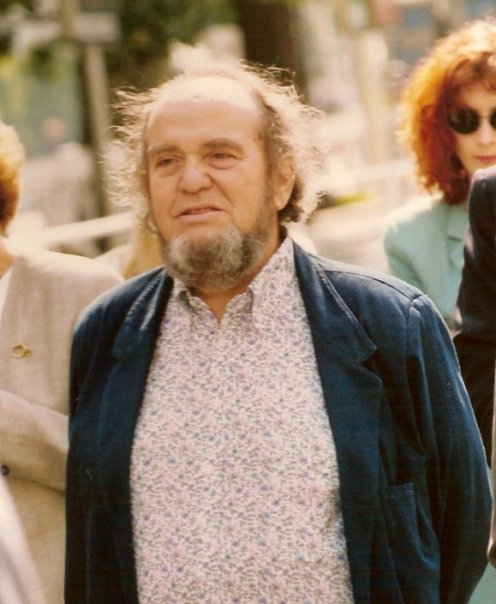
Il regista Marco Ferreri, vincitore dell'Orso d'oro.

La 41ª edizione del Festival internazionale del cinema di Berlino si è svolta a Berlino dal 15 al 26 febbraio 1991, con lo Zoo Palast come sede principale. Direttore del festival è stato per il dodicesimo anno Moritz de Hadeln.
L'Orso d'oro è stato assegnato al film italiano La casa del sorriso di Marco Ferreri.
La Berlinale Kamera è stata assegnata al regista, sceneggiatore e produttore Francis Ford Coppola e all'attrice Jane Russell, alla quale è stata dedicata parte della sezione "Homage".
Il festival è stato aperto da Uranus di Claude Berri ed è stato chiuso da Il viaggio di Capitan Fracassa di Ettore Scola, entrambi in concorso.
La retrospettiva di questa edizione, intitolata "Cold War", è stata dedicata al cinema della guerra fredda.

## Giurie

### Giuria internazionale
- Volker Schlöndorff, regista, sceneggiatore e produttore (Germania) - Presidente di giuria[7]
- Chantal Akerman, regista e sceneggiatrice (Belgio)
- Laurie Anderson, musicista e performance artist (Stati Uniti)
- José Luis Borau, regista e sceneggiatore (Spagna)
- Judith Godrèche, attrice (Francia)
- Jurij Klepikov, sceneggiatore (Unione Sovietica)
- Renate Krößner, attrice (Germania)
- Gillo Pontecorvo, regista e sceneggiatore (Italia)
- Simon Relph, assistente alla regia (Regno Unito)
- Catharina Stackelberg, sceneggiatrice (Svezia)
- Mircea Veroiu, regista, sceneggiatore e attore (Romania)

### Kinderjury
Il premio riservato alla sezione Kinderfilmfest è stato assegnato da una giuria composta da membri di età compresa tra 11 e 14 anni, selezionati dalla direzione del festival attraverso questionari inviati l'anno precedente.

## Selezione ufficiale

### In concorso
- Amantes - Amanti (Amantes), regia di Vicente Aranda (Spagna)
- Amelia Lópes O'Neill, regia di Valeria Sarmiento (Cile, Svizzera, Francia, Spagna)
- Un amore, forse due (The Miracle), regia di Neil Jordan (Regno Unito, Irlanda)
- Balla coi lupi (Dances with Wolves), regia di Kevin Costner (USA, Regno Unito)
- La ballata del caffè triste (The Ballad of the Sad Cafe), regia di Simon Callow (Regno Unito, USA)
- Die Beichte, regia di Jochen Kuhn (Germania)
- Der Berg, regia di Markus Imhoof (Svizzera)
- Big Bang, regia di Bruno Bozzetto (Italia)
- Boogie Woogie Cat, regia di Les Kaluza (USA)
- Cabeza de Vaca, regia di Nicolás Echevarría (Messico, Spagna, USA, Regno Unito)
- La casa del sorriso, regia di Marco Ferreri (Italia)
- La casa Russia (The Russia House), regia di Fred Schepisi (USA)
- La condanna, regia di Marco Bellocchio (Italia, Francia, Svizzera)
- The Contest, regia di Gerhard Schwarz (Germania Ovest)
- Dandan-e-mar, regia di Masud Kimiai (Iran)
- Da taijian Li Lianying, regia di Zhuangzhuang Tian (Cina, Hong Kong)
- Erfolg, regia di Franz Seitz (Germania)
- Et si on se faisait une toile, regia di Daniel Barrau (Francia)
- Fortune Express, regia di Olivier Schatzky (Francia)
- God afton, Herr Wallenberg, regia di Kjell Grede (Svezia, Ungheria, Norvegia)
- Hommage au cinéma, regia di Alain Desrochers (Canada)
- Isyhes meres tou Avgoustou, regia di Pantelis Voulgaris (Grecia)
- Ked hviezdy boli cervené, regia di Dusan Trancík (Cecoslovacchia, Francia)
- Mister Johnson, regia di Bruce Beresford (USA)
- Le Petit Criminel, regia di Jacques Doillon (Francia)
- Posledních 100 let Marx-Leninismu v Cechách, regia di Pavel Koutský (Cecoslovacchia)
- Satana, regia di Viktor Aristov (Unione Sovietica)
- Il silenzio degli innocenti (The Silence of the Lambs), regia di Jonathan Demme (USA)
- Six Point Nine, regia di Dan Bootzin (USA)
- Takovy je film, regia di Kvetoslav Hecko (Cecoslovacchia)
- Der Tangospieler, regia di Roland Gräf (Germania)
- Ultrà, regia di Ricky Tognazzi (Italia)
- Uranus, regia di Claude Berri (Francia)
- Il viaggio di Capitan Fracassa, regia di Ettore Scola (Italia, Francia)

### Fuori concorso
- The Fool, regia di Christine Edzard (Regno Unito)
- Green Card - Matrimonio di convenienza (Green Card), regia di Peter Weir (Francia, Australia, USA)
- Il padrino - Parte III (The Godfather: Part III), regia di Francis Ford Coppola (USA)

### Proiezioni speciali
- Romeo und Julia auf dem Dorfe, regia di Valerien Schmidely e Hans Trommer (Svizzera)

### Panorama
- 1970 Gay Pride March, regia di Marguerite Paris (USA)
- 4000 de trepte spre cer, regia di Titus Mesaros (Romania)
- Abandoned '58, regia di Michael Haussman (USA)
- A letto con il nemico (Sleeping with the Enemy), regia di Joseph Ruben (USA)
- American Dream, regia di Barbara Kopple (USA, Regno Unito)
- Apa ca un bivol negru, film collettivo (Romania)
- The Arc, regia di Rob Tregenza (USA, Regno Unito)
- Arlberg Tunnel, regia di Tobias Urban (Austria)
- Batrini, regia di Ion Viscu (Romania)
- Berdel scambio di mogli (Berdel), regia di Atif Yilmaz (Turchia)
- Billi, regia di Priska Forter (Germania, Svizzera)
- The Body Beautiful, regia di Ngozi Onwurah (Regno Unito)
- Camdan Kalp, regia di Fehmi Yasar (Turchia)
- Candida, regia di Dore O. (Germania)
- Cautatorii de aur, regia di Copel Moscu (Romania)
- Cazul D, regia di Alexandru Boiangiu (Romania)
- Christmas At Starcross, regia di Robert Elfstrom (USA)
- Claw Your Eye, regia di James Carman (USA, Germania Ovest)
- Close My Eyes, regia di Stephen Poliakoff (Regno Unito)
- La collana perduta della colomba (Le collier perdu de la colombe), regia di Nacer Khemir (Francia, Italia, Tunisia)
- Contemporanul meu, regia di Pavel Constantinescu (Romania)
- Coping with Cupid, regia di Viv Albertine (Regno Unito)
- Cota zero, regia di Laurentiu Damian (Romania)
- Craiova vazuta din car, regia di Titus Mesaros (Romania)
- Cutitul, regia di Titus Mesaros (Romania)
- D, regia di Michael Dwass (USA)
- De Craciun ne-am luat ratia de libertate, regia di Catalina Fernoaga e Cornel Mihalache (Romania)
- Doblones de a ocho, regia di Andrés Linares (Spagna)
- Dolce è la vita (Life Is Sweet), regia di Mike Leigh (Regno Unito)
- Dragus-viata unui sat romanesc, regia di Paul Sterian (Romania)
- Dumhet eller brott, regia di Maj Wechselmann (Svezia)
- Elegy In the Streets, regia di Jim Hubbard (USA)
- Un été après l'autre, regia di Anne-Marie Etienne (Belgio, Francia, Canada)
- Eternul feminin, regia di Ion Moscu (Romania)
- Eu mi-am imaginat paradisul..., regia di Leonard Hentiu (Romania)
- Eye to Eye, regia di Isabel Hegner (USA)
- Final Solutions, regia di Jerry Tartaglia (USA)
- Five Feminist Minutes (episodio Exposure), regia di Michelle Mohabeer (Canada)
- La frattura del miocardio (La fracture du myocarde), regia di Jacques Fansten (Francia)
- Funeraliile M.S. regelui Ferdinand, regista non conosciuto (Romania)
- George Georgescu, regia di Paul Barbenegra (Romania)
- Giselle, regia di Anne Wivel (Danimarca)
- Giulia ha 2 amanti (Julia Has Two Lovers), regia di Bashar Shbib (USA, Canada)
- Der graue Apfel, regia di Michael Blume (Germania Ovest)
- Growing Up and I'm Fine, regia di James Bolton (USA)
- H, regia di Darrell Wasyk (Canada)
- Haruka naru koshien, regia di Yutaka Osawa (Giappone)
- Heading Home, regia di David Hare (Regno Unito)
- Her, regia di Vincent N. Porter (USA)
- Herz in der Hand, regia di Uwe Janson (Germania)
- Incotro, regia di Elefterie Voiculescu (Romania)
- Invingem, regia di David Reu e Ion Viscu (Romania)
- Ioane, cum e la constructii?, regia di Sabina Pop (Romania)
- Isten hátrafelé megy, regia di Miklós Jancsó (Ungheria)
- Itt a szabadság!, regia di Péter Vajda (Ungheria)
- Jen o rodinných zálezitostech, regia di Jirí Svoboda (Cecoslovacchia)
- Jenseitiger Ort, regia di Annette Drees (Germania Ovest)
- Jurnal sonor 78/1940, regista non conosciuto (Romania)
- Jurnal sonor 83/1941, regista non conosciuto (Romania)
- Kaj's fødselsdag, regia di Lone Scherfig (Polonia, Danimarca)
- Kracht, regia di Frouke Fokkema (Paesi Bassi)
- Labirinto di ferro (Iron Maze), regia di Hiroaki Yoshida (Giappone, USA)
- Latino Bar, regia di Paul Leduc (Spagna, Venezuela, Cuba)
- Letopisetul lui hrib, regia di Slavomir Popovici (Romania)
- The Making of Monsters, regia di John Greyson (Canada)
- Maria lui Pascu, regia di Felicia Cemaianu (Romania)
- Maria Tănase, regia di Laurentiu Damian (Romania)
- Miaou, regia di Christophe Jean-Elie (Francia)
- I migliori del Bronx (Hangin' with the Homeboys), regia di Joseph B. Vasquez (USA)
- Mima, regia di Philomène Esposito (Francia)
- Missija Raulja Wallenberga, regia di Alexander Rodrijanski (Unione Sovietica)
- My Father Is Coming, regia di Monika Treut (Germania)
- Ne a vorbit Ana, regista non conosciuto (Romania)
- New Shoes, regia di Ann Marie Fleming (Canada)
- Nicolae Titulescu, regia di Pompiliu Gilmeanu (Romania)
- Nighthawks, regia di Ron Peck (Regno Unito)
- No Condition Is Permanent, regia di Nana Bediako (Svizzera)
- Nunta M.S. regelui Alexandru al jugoslaviei cu principesa M., regista non conosciuto (Romania)
- Obiceiuri din Bucovina, regia di Henri Stahl e Constantin Brăiloiu (Romania)
- Omagiul tarii conducatorlui lubit, regia di Serban Comannescu (Romania)
- Pagini de vitejie, regia di Mircea Saucan (Romania)
- Pariser Platz 1, regia di Benjamin Utzerath (Germania Ovest)
- The Passion Of The Shadow Man, regia di Blake Malouf (USA)
- Petit conte nègre, regia di Tony Borriello (Belgio)
- La plage, regia di François Goizé (Francia)
- Plates, regia di Gary Goldberg (USA)
- Poporul roman sarbatoreste a 70-a aniversare a zilei, regia di Herman Rabinovici (Romania)
- Pot, regia di Zdravko Barisic (Jugoslavia)
- Procesul lui Antonescu, regista non conosciuto (Romania)
- Proclamatia republicii populare, regista non conosciuto (Romania)
- Prof. Dr. Gheorghe Marinescu: tulburarile mersul in hemiplegia, regia di Gheorghe Marinescu (Romania)
- Rapsodia rustica, regia di Jean Mihail (Romania)
- Razboiul nostru - razboiul pentru intrgirea neamului , regista non conosciuto (Romania)
- Razboiul nostru sfant, regia di Ion Cantacuzino (Romania)
- Relax, regia di Chris Newby (Regno Unito)
- Remembrance, regia di Jerry Tartaglia (USA)
- Resident Alien, regia di Jonathan Nossiter (USA)
- Reyhaneh, regia di Alireza Raisian (Iran)
- Der Ring, regia di Tony Loeser (Germania Ovest)
- Rischiose abitudini (The Grifters), regia di Stephen Frears (USA, Canada)
- Romeo, regia di Rita Horst (Paesi Bassi)
- La sabbia, la spiaggia (Faleze de nisip), regia di Dan Pița (Romania)
- Salvation Guaranteed, regia di Karen Ingham (Regno Unito)
- São Paulo, SP, regia di Olivier Koning (Paesi Bassi)
- Scene din viata si domnia regelui Carol I, regia di Tudor Posmantir (Romania)
- Schönberg, regia di Gerhard Ertl e Sabine Hiebler (Austria)
- Scrisoarea lui Ion Marin catre Scînteia, regia di Victor Iliu (Romania)
- Selene, regia di Dirk Weisshuhn (Germania Ovest)
- Sinaia - sosirea voievodului mihai si aniversarea regelui, regista non conosciuto (Romania)
- Si ne om plimba cu barca, regia di Mirel Iliesu (Romania)
- Sisi - der Film, regia di Christopher Böll (Germania Ovest)
- Sisyphos-Love, regia di Maximilian von Moll (USA)
- Sognando a scatola aperta, regia di Sarah Webster (Italia)
- Die Statik der Eselsbrücken, regia di Michael Brynntrup (Germania)
- Stato di grazia (State of Grace), regia di Phil Joanou (Regno Unito, USA)
- Steinzeitballade, regia di Ralf Kirsten (Germania Est)
- Stop the Church, regia di Robert Hilferty (USA)
- Strafniki, regia di Lev Danilov (Unione Sovietica)
- Strip Jack Naked, regia di Ron Peck (Regno Unito)
- Suspectii, regia di Radu Gabrea e Tudor Eliad (Romania)
- Tanz auf der Kippe, regia di Jürgen Brauer (Germania)
- Țara Moților, regia di Paul Călinescu (Romania)
- La tarea, regia di Jaime Humberto Hermosillo (Messico)
- Te salut, libertate, regia di Vivi Dragan-Vasile (Romania)
- That's It, regia di Ute Eisenberg (Austria)
- Union Street, regia di Wendy Chandler (Australia)
- Vacante la munte, regista non conosciuto (Romania)
- Vaikai is Amerikos viesbucio, regia di Raimundas Banionis (Unione Sovietica)
- Viva Eu!, regia di Tania Cypriano (Brasile)
- Vizita Ceausescu in R.D. Germania 1977, regia di Pantelie Tutleasa (Romania)
- Vizita Ceausescu in R.D. Germania 1989, regia di Pantelie Tutleasa (Romania)
- Warten, regia di Paul Harather (Austria)
- Whore (puttana) (Whore), regia di Ken Russell (USA, Regno Unito)
- Zapovezená láska, regia di Vladislav Kvasnicka (Cecoslovacchia)
- Ziua cea mai scurta, regia di Stefan Gladin (Romania)
- Zvezda mikrorayona, regia di Grigoriy Konstantinopolskiy (Unione Sovietica)

### Forum
- Absolutely Positive, regia di Peter Adair (USA)
- Alicia en el pueblo de Maravillas, regia di Daniel Díaz Torres (Cuba)
- Amazon, regia di Mika Kaurismäki (USA, Finlandia, Brasile, Francia)
- Un angelo alla mia tavola (An Angel at My Table), regia di Jane Campion (Nuova Zelanda, Australia, Regno Unito, USA)
- Uma Avenida Chamada Brasil, regia di Octávio Bezerra (Brasile)
- Central Park, regia di Frederick Wiseman (USA)
- Cézanne: Conversation avec Joachim Gasquet (Paul Cézanne im Gespräch mit Joachim Gasquet), regia di Danièle Huillet e Jean-Marie Straub (Francia)
- Chante ma petite chante, regia di Ulla Otto (Germania Ovest)
- Cheb, regia di Rachid Bouchareb (Algeria, Francia)
- Chile in Transition, regia di Gaston Ancelovici e Frank Diamand (Canada, Paesi Bassi, Cile)
- La cosa, regia di Nanni Moretti (Italia)
- Countdown, regia di Ulrike Ottinger (Germania)
- Days of Being Wild (Ah fei zing zyun), regia di Wong Kar-wai (Hong Kong)
- Después de la tormenta, regia di Tristán Bauer (Argentina, Spagna)
- Dge, regia di Levan Glonti (Georgia, Unione Sovietica)
- La donna di Benjamin (La mujer de Benjamín), regia di Carlos Carrera (Messico)
- Ein schmales Stück Deutschland, regia di Lew Hohmann, Klaus Salge e Joachim Tschirner (Germania)
- Les enfants volants, regia di Guillaume Nicloux (Francia)
- The Garden, regia di Derek Jarman (Regno Unito, Germania, Giappone)
- Das Gleiche wollen und das Gleiche nicht wollen, regia di Ingo Kratisch e Jutta Sartory (Germania)
- Gluchy telefon, regia di Piotr Mikucki (Polonia)
- Goda människor, regia di Stefan Jarl (Svezia)
- Goitia, un dios para sí mismo, regia di Diego López Rivera (Messico)
- Der grüne Berg, regia di Fredi M. Murer (Svizzera)
- Gun gun hong chen, regia di Yim Ho (Hong Kong, Taiwan)
- Hayal, regia di Merlyn Solakhan e Manfred Blank (Germania Ovest, Turchia)
- Herakles Höhle, regia di Lutz Dammbeck (Germania Ovest)
- Ho affittato un killer (I Hired a Contract Killer), regia di Aki Kaurismäki (Finlandia, Regno Unito, Germania, Svezia, Francia)
- Home Less Home, regia di Bill Brand (USA)
- How to Survive a Broken Heart, regia di Paul Ruven (Paesi Bassi)
- Ich war ein glücklicher Mensch, regia di Eduard Schreiber (Germania)
- A Idade Maior, regia di Teresa Villaverde (Portogallo, Germania)
- Intimidad, regia di Dana Rotberg (Messico)
- Intimità in una stanza da bagno (Intimidades de un cuarto de baño), regia di Jaime Humberto Hermosillo (Messico)
- Inventaire avant fermeture, regia di Bernard Mangiante (Germania Ovest)
- Ji dong qi xia, regia di Clarence Yiu-leung Fok (Hong Kong)
- Jitensha toiki, regia di Sion Sono (Giappone)
- Just Visiting This Planet, regia di Peter Sempel (Germania)
- Kikuchi, regia di Kenchi Iwamoto (Giappone)
- Krug vtoroy, regia di Aleksandr Sokurov (Unione Sovietica)
- Letztes Jahr - Titanic, regia di Sebastian Richter e Andreas Voigt (Germania Est, Germania Ovest)
- Lola, regia di María Novaro (Messico)
- Lyrisch nitraat, regia di Peter Delpeut (Paesi Bassi)
- Die Mauer, regia di Jürgen Böttcher (Germania)
- Mit Pyramiden, regia di Renate Sami (Germania)
- Nach Jerusalem, regia di Ruth Beckermann (Israele, Austria)
- November Days, regia di Marcel Ophüls (Germania, Regno Unito)
- Out 1 (Out 1, noli me tangere), regia di Jacques Rivette (Francia)
- Paris Is Burning, regia di Jennie Livingston (USA)
- Los pasos de Ana, regia di Marisa Sistach (Messico)
- Poceluj Meri Pikford, regia di Sergei Komarov (Unione Sovietica)
- Poison, regia di Todd Haynes (USA)
- Privilege, regia di Yvonne Rainer (USA)
- Pueblo de madera, regia di Juan Antonio de la Riva (Messico, Spagna)
- Retorno a Aztlán, regia di Juan Mora Catlett (Messico)
- Rojo amanecer, regia di Jorge Fons (Messico)
- Sangatsu no raion, regia di Hitoshi Yazaki (Giappone)
- Il cappotto (Shinel), regia di Grigorij Kozincev e Leonid Trauberg (Unione Sovietica)
- Sure fire - a colpo sicuro (Sure Fire), regia di Jon Jost (USA)
- The Swordsman (Xiao ao jiang hu), regia di Siu-Tung Ching, King Hu, Raymond Lee e Hark Tsui (Hong Kong, Taiwan)
- Töchter zweier Welten, regia di Serap Berrekkarasu (Germania Ovest)
- Transit Levantkade, regia di Rosemarie Blank (Paesi Bassi, Germania Ovest)
- Triple Bogey on a Par Five Hole, regia di Amos Poe (USA)
- Tutti i Vermeer a New York (All the Vermeers in New York), regia di Jon Jost (USA)
- Undergångens arkitektur, regia di Peter Cohen (Svezia)
- Verriegelte Zeit, regia di Sibylle Schönemann (Germania)
- Wer sind wir? Deutsche in Sibirien 1990, regia di Leonija Wuss-Mundeciema (Germania Ovest)
- Wosobipo, regia di Gautam Bora (India)
- Zakat, regia di Aleksandr Zeldovich (Unione Sovietica)
- Die Zimbern, regia di Peter Schreiner (Austria)
- Der zynische Körper, regia di Heinz Emigholz (Germania)

### Kinderfilmfest/14plus
- Bulten 'katter är egentligen okay', regia di Lennart Gustafsson (Svezia)
- Chiisana kazoku, regia di  Iwao Seto (Giappone)
- Creature Comforts, regia di Nick Park (Regno Unito)
- Ganh xiec rong, regia di Linh Viet (Vietnam)
- Een huismuis, regia di Ben Sombogaart (Paesi Bassi)
- Jiao jiao xiao jie, regia di Jinjing Chen (Cina)
- Lad isbjørnene danse, regia di Birger Larsen (Danimarca)
- Langitku rumahku, regia di Slamet Rahardjo (Indonesia)
- Das Licht der Liebe, regia di Gunther Scholz (Germania)
- Lili-lili-hozak, regia di Behrooz Yaghmaiein (Iran)
- Il Natale di Tommy (Angel Square), regia di Anne Wheeler (Canada)
- O, xiangxue, regia di Haowei Wang (Cina)
- Pingu - Der Grossvater, regia di Otmar Gutmann (Svizzera)
- Pingu - Das Konzert, regia di Otmar Gutmann (Svizzera)
- O psyllos, regia di Dimitris Spyrou (Grecia)
- De slaapkamer, regia di Maarten Koopman (Paesi Bassi)
- Spider in the Bath, regia di Graham Ralph (Regno Unito)
- Die Sprungdeckeluhr, regia di Gunter Friedrich (Germania Est)
- Steinen, regia di Øivind S. Jorfald (Norvegia)
- Supersoap, regia di Kexuang Ma e Jingda Xu (Cina)
- Tá limpo, regia di Christina Koenig (Germania, Brasile)
- Vincent et moi, regia di Michael Rubbo (Canada, Francia)

### Retrospettiva
- ...und deine Liebe auch, regia di Frank Vogel (Germania Est)
- I 27 giorni del pianeta Sigma (The 27th Day), regia di William Asher (USA)
- A 007, dalla Russia con amore (From Russia with Love), regia di Terence Young (Regno Unito)
- A casa dopo l'uragano (Home from the Hill), regia di Vincente Minnelli (USA)
- Accadde a Berlino (The Man Between), regia di Carol Reed (Regno Unito)
- L'adorabile creatura (Vom Himmel gefallen), regia di John Brahm (Germania Ovest)
- Alba rossa (Red Dawn), regia di John Milius (USA)
- Gli amici di Eddie Coyle (The Friends of Eddie Coyle), regia di Peter Yates (USA)
- L'anima e la carne (Heaven Knows, Mr. Allison), regia di John Huston (USA, Regno Unito)
- A prova di errore (Fail-Safe), regia di Sidney Lumet (USA)
- L'avventuriero di Macao (Macao), regia di Josef von Sternberg (USA)
- La belva (Track of the Cat), regia di William A. Wellman (USA)
- Berlino polizia criminale (Die Spur führt nach Berlin), regia di Frantisek Cáp (Germania Ovest)
- Le catene della colpa (Out of the Past), regia di Jacques Tourneur (USA)
- Chiamata per il morto (The Deadly Affair), regia di Sidney Lumet (Regno Unito)
- Cielo senza stelle (Himmel ohne Sterne), regia di Helmut Käutner (Germania Ovest)
- La città assediata (The Big Lift), regia di George Seaton (USA)
- Il compagno Don Camillo, regia di Luigi Comencini (Italia, Francia, Germania Ovest)
- Il contrabbandiere (Thunder Road), regia di Arthur Ripley (USA)
- Corriere diplomatico (Diplomatic Courier), regia di Henry Hathaway (USA)
- Il Danubio rosso (The Red Danube), regia di George Sidney (USA)
- Il delitto del secolo (Walk East on Beacon!), regia di Alfred L. Werker (USA)
- La donna venduta (Hot Blood), regia di Nicholas Ray (USA)
- Il dottor Stranamore - Ovvero: come ho imparato a non preoccuparmi e ad amare la bomba (Dr. Strangelove or: How I Learned to Stop Worrying and Love the Bomb), regia di Stanley Kubrick (USA, Regno Unito)
- Durchbruch Lok 234, regia di Frank Wisbar (Germania Ovest)
- Eine Berliner Romanze, regia di Gerhard Klein (Germania Est)
- Expres z Norimberka, regia di Vladimír Cech (Cecoslovacchia)
- Femmina ribelle (The Revolt of Mamie Stover), regia di Raoul Walsh (USA)
- La figlia di Ryan (Ryan's Daughter), regia di David Lean (Regno Unito)
- Il figlio di viso pallido (Son of Paleface), regia di Frank Tashlin (USA)
- For Eyes Only, regia di János Veiczi (Germania Ovest)
- Frauenschicksale, regia di Slatan Dudow (Germania Est)
- Fuga a Berlino ovest (Flucht nach Berlin), regia di Will Tremper (Germania Ovest, Svizzera, USA)
- Funerale a Berlino (Funeral in Berlin), regia di Guy Hamilton (Regno Unito, USA)
- Genosse Münchhausen, regia di Wolfgang Neuss (Germania Ovest)
- Der geteilte Himmel, regia di Konrad Wolf (Germania Est)
- Giovani amanti (The Young Lovers), regia di Anthony Asquith (Regno Unito)
- Gli implacabili (The Tall Men), regia di Raoul Walsh (USA)
- L'invasione degli ultracorpi (Invasion of the Body Snatchers), regia di Don Siegel (USA)
- Invasione USA (Invasion, U.S.A.), regia di Alfred E. Green (USA)
- I Was a Communist for the F.B.I., regia di Gordon Douglas (USA)
- Das Leben beginnt, regia di Heiner Carow (Germania Est)
- Lettera al Kremlino (The Kremlin Letter), regia di John Huston (USA)
- La magnifica preda (River of No Return), regia di Otto Preminger (USA)
- Marlowe, il poliziotto privato (Farewell, My Lovely), regia di Dick Richards (USA)
- Il meraviglioso paese (The Wonderful Country), regia di Robert Parrish (USA)
- La minaccia (The Red Menace), regia di R.G. Springsteen (USA)
- Il mio corpo ti scalderà (The Outlaw), regia di Howard Hughes (USA)
- La morte corre sul fiume (The Night of the Hunter), regia di Charles Laughton (USA)
- Il muro della paura (Escape from East Berlin), regia di Robert Siodmak (Germania Ovest, USA)
- Notsch bes milloserdija, regia di Aleksander Fainzimmer (Unione Sovietica)
- Notte senza fine (Pursued), regia di Raoul Walsh (USA)
- Oggi a Berlino, regia di Piero Vivarelli (Italia)
- Il pilota razzo e la bella siberiana (Jet Pilot), regia di Josef von Sternberg (USA)
- Il promontorio della paura (Cape Fear), regia di J. Lee Thompson (USA)
- Quattro in una jeep (Die Vier im Jeep), regia di Leopold Lindtberg e Elizabeth Montagu (Svizzera)
- Questi dannati quattrini (Double Dynamite), regia di Irving Cummings (USA)
- La questione russa (Russkiy vopros), regia di Michail Romm (Unione Sovietica)
- Red Nightmare, regia di George Waggner (USA)
- Red Planet Mars, regia di Harry Horner (USA)
- La regina dei desperados (Montana Belle), regia di Allan Dwan (USA)
- Roman einer jungen Ehe, regia di Kurt Maetzig (Germania Est)
- Una rosa bianca per Giulia (Where Danger Lives), regia di John Farrow (USA)
- Sagowor obretschennych, regia di Michail Kalasotow (Unione Sovietica)
- Salto mortale (Man on a Tightrope), regia di Elia Kazan (USA, Germania Ovest)
- Sangue sulla luna (Blood on the Moon), regia di Robert Wise (USA)
- Schaut auf diese Stadt, regia di Karl Gass (Germania Est)
- Lo schiavo della violenza (The Woman on Pier 13), regia di Robert Stevenson (USA)
- Seduzione mortale (Angel Face), regia di Otto Preminger (USA)
- Serebristaya pyl, regia di Pavel Armand e Abram Room (Unione Sovietica)
- Sette giorni a maggio (Seven Days in May), regia di John Frankenheimer (USA)
- Il sipario di ferro (The Iron Curtain), regia di William A. Wellman (USA)
- Il sipario strappato (Torn Curtain), regia di Alfred Hitchcock (USA)
- Smyk, regia di Zbyněk Brynych (Cecoslovacchia)
- Lo specchio delle spie (The Looking Glass War), regia di Frank Pierson (Regno Unito)
- La spia che venne dal freddo (The Spy Who Came in from the Cold), regia di Martin Ritt (Regno Unito)
- Le spie (Les espions), regia di Henri-Georges Clouzot (Francia, Italia)
- Il suo tipo di donna (His Kind of Woman), regia di John Farrow (USA)
- Il temerario (The Lusty Men), regia di Nicholas Ray (USA)
- Tempesta su Washington (Advise & Consent), regia di Otto Preminger (USA)
- Il tesoro di Vera Cruz (The Big Steal), regia di Don Siegel (USA)
- Topaz, regia di Alfred Hitchcock (USA)
- Totò e Peppino divisi a Berlino, regia di Giorgio Bianchi (Italia)
- Un treno è fermo a Berlino (Verspätung in Marienborn), regia di Rolf Hädrich (Francia, Italia, Germania Ovest)
- Uno, due, tre! (One, Two, Three), regia di Billy Wilder (USA)
- Únos, regia di Ján Kadár e Elmar Klos (Cecoslovacchia)
- Gli uomini preferiscono le bionde (Gentlemen Prefer Blondes), regia di Howard Hawks (USA)
- Gli uomini sposano le brune (Gentlemen Marry Brunettes), regia di Richard Sale (USA)
- Va' e uccidi (The Manchurian Candidate), regia di John Frankenheimer (USA)
- I vampiri dello spazio (Quatermass 2), regia di Val Guest (Regno Unito, USA)
- Das verurteilte Dorf, regia di Martin Hellberg (Germania Est)
- Via senza ritorno (Weg ohne Umkehr), regia di Victor Vicas (Germania Ovest)
- Viso pallido (The Paleface), regia di Norman Z. McLeod (USA)
- Vstrecha na Elbe, regia di Grigoriy Aleksandrov (Unione Sovietica)
- Yakuza (The Yakuza), regia di Sydney Pollack (USA)
- Zwei unter Millionen, regia di Wieland Liebske e Victor Vicas (Germania Ovest)

## Premi

### Premi della giuria internazionale
- Orso d'oro per il miglior film: La casa del sorriso di Marco Ferreri
- Orso d'argento, gran premio della giuria: ex aequo

La condanna di Marco Bellocchio
Satana di Viktor Aristov
- Menzione d'onore: Dandan-e-mar di Masud Kimiai
- Menzione d'onore: Le Petit Criminel di Jacques Doillon
- Menzione d'onore: Da taijian Li Lianying di Tian Zhuangzhuang
- Orso d'argento per il miglior regista: ex aequo

Jonathan Demme per Il silenzio degli innocenti
Ricky Tognazzi per Ultrà
- Orso d'argento per la migliore attrice: Victoria Abril per Amantes - Amanti
- Orso d'argento per il miglior attore: Maynard Eziashi per Mister Johnson
- Orso d'argento per il miglior contributo singolo: Kevin Costner, per la regia, la produzione e l'interpretazione in Balla coi lupi
- Orso d'oro per il miglior cortometraggio: Six Point Nine di Dan Bootzin
- Orso d'argento, premio della giuria (cortometraggi): Posledních 100 let Marx-Leninismu v Cechách di Pavel Koutský

### Premi onorari
- Berlinale Kamera: Francis Ford Coppola, Jane Russell

### Premi della Children's Jury
- Children's Jury Prize: Vincent et moi di Michael Rubbo

### Premi delle giurie indipendenti
- Peace Film Award: Alicia en el pueblo de Maravillas di Daniel Díaz Torres
- Caligari Film Prize: Tutti i Vermeer a New York e Sure fire - a colpo sicuro di Jon Jost
- Wolfgang Staudte Prize: Kikuchi di Kenchi Iwamoto
- Premio FIPRESCI:
  - Competizione: Le Petit Criminel di Jacques Doillon
  - Forum: Die Mauer di Jürgen Böttcher
- Premio OCIC:
  - Competizione: Le Petit Criminel di Jacques Doillon
  - Forum: Lola di María Novaro
  - Menzione d'onore: The Garden di Derek Jarman
- Teddy Award:
  - Miglior lungometraggio: Poison di Todd Haynes
  - Miglior documentario: Paris Is Burning di Jennie Livingston
  - Miglior cortometraggio: Relax di Chris Newby
  - Premio della giuria: The Making of Monsters di John Greyson
  - Menzione speciale: Zapovezená láska di Vladislav Kvasnicka